# Stanisław Nazarkiewicz
Stanisław Nazarkiewicz (ur. 7 sierpnia 1896 w Podgórzu, zm. 11 kwietnia 1994 w Bournemouth) – podpułkownik pilot Wojska Polskiego, dowódca 2. pułku lotniczego oraz lotnictwa Samodzielnej Grupy Operacyjnej „Narew”.

## Życiorys
Syn Franciszka i Bronisławy. W czerwcu 1914 r. ukończył naukę w VIII klasie c. k. Gimnazjum V w Krakowie i zdał egzamin maturalny. W tym samym roku rozpoczął studia na Uniwersytecie Jagiellońskim. Po wybuchu I wojny światowej został powołany do odbycia służby w cesarsko-królewskiej Obronie Krajowej. Otrzymał przydział do 16. pułku piechoty OK. W składzie tej jednostki walczył od stycznia 1916 r. Na stopień podporucznika rezerwy został mianowany ze starszeństwem z 1 stycznia 1917 r. Następnie został przeniesiony do 22. pułku piechoty OK, skąd przeniesiono go do szkoły lotniczej w Fischamend. Po jej ukończeniu objął stanowisko oficera technicznego eskadry na froncie włoskim. Koniec wojny zastał go w Trydencie, skąd powrócił do Krakowa.
Po odzyskaniu niepodległości przez Polskę zgłosił się do służby w odrodzonym Wojsku Polskim. Został przyjęty w stopniu podporucznika. Jako wyszkolony lotnik otrzymał przydział do krakowskiego oddziału lotniczego, który został włączony do grupy idącej z odsieczą okrążonemu Lwowowi. Ta jednostka stała się zalążkiem 6. eskadry wywiadowczej. W listopadzie, wspólnie z por. Stefanem Stecem, dostarczył z oblężonego Lwowa meldunek sytuacyjny Józefowi Piłsudskiemu. W lutym 1919 r. został skierowany na szkolenie pilotażowe, które odbywał w Niższej Szkole Lotniczej a następnie w Wyższej Szkole Lotniczej. Po jego ukończeniu służył w 17. eskadrze wywiadowczej jako obserwator. 
Za udział w wojnie polsko-bolszewickiej został odznaczony trzykrotnie Krzyżem Walecznych. Po ustaniu walk w grudniu 1920 r. został skierowany na kurs dowódców eskadr i dywizjonów. W lutym 1921 r. objął stanowisko zastępcy dowódcy 6. eskadry wywiadowczej, pełnił te obowiązki oficera taktycznego 2. pułku lotniczego. Również w 1920 r. rozpoczął studia prawnicze na Uniwersytecie Jagiellońskim. W 1923 r. rozpoczął naukę w Szkole Nauk Politycznych przy Wydziale Prawa UJ. W latach 1924–1925 sprawował funkcję komendanta Parku Lotniczego, w lipcu 1927 objął stanowisko dowódcy 21. eskadry liniowej, które zdał w kwietniu 1929 r. W sierpniu został mianowany dowódcą 22. eskadry liniowej. W lipcu 1929 został przeniesiony do kadry oficerów lotnictwa z równoczesnym przeniesieniem służbowym do Centrum Wyszkolenia Podoficerów Lotnictwa w Bydgoszczy na stanowisko pełniącego obowiązki komendanta parku.
Od 15 czerwca do 7 sierpnia 1930 odbył staż w 2 pułku artylerii ciężkiej w Chełmie, od 8 sierpnia do 15 września tego roku staż w 32 pułku piechoty w Modlinie, a następnie ukończył kurs próbny przy Wyższej Szkole Wojennej (od 15 października do 15 grudnia 1930). Z dniem 5 stycznia 1931 r. został powołany do Wyższej Szkoły Wojennej w Warszawie na dwuletni kurs 1930/1932. Nie zdał egzaminów końcowych. W listopadzie 1932 r. został przeniesiony do 1. pułku lotniczego. W sierpniu 1933 został dowódcą eskadry szkolnej 1 plot. 5 marca 1934 prezydent RP nadał mu z dniem 1 stycznia 1934 stopień majora w korpusie oficerów aeronautyki i 1. lokatą. W listopadzie 1935 został przeniesiony do Departamentu Aeronautyki na stanowisko szefa wydziału. Po przeformowaniu Departamentu Aeronautyki w Dowództwo Lotnictwa objął w nim funkcję szefa sztabu. Odpowiadał za organizowanie współpracy komórek dowództwa oraz odciążenie gen. Ludomiła Rayskiego od bezpośredniego kierowania pracą wydziałów Dowództwa. W 1938 r. został awansowany na stopień podpułkownika. W marcu 1939 r. został zwolniony ze stanowiska szefa sztabu. Otrzymał przydział na stanowisko dowódcy 2. pułku lotniczego, to stanowisko zdał 24 sierpnia. W ramach sierpniowej mobilizacji powołano go na stanowisko dowódcy lotnictwa Samodzielnej Grypy Operacyjnej „Narew”, gdzie służył w momencie wybuchu II wojny światowej. 
Przez Rumunię przedostał się do Francji. Został mianowany komendantem obozu lotniczego w Septfonds. 
Nadzorował pracę polskich mechaników w Tuluzie na lotnisku Blagnac oraz pracę polskiego parku remontowego obsługującego sprzęt polskich szkół i kursów. Po jej upadku został ewakuowany do Wielkiej Brytanii. Zgłosił się do służby w Polskich Siłach Powietrznych, otrzymał numer służbowy RAF P-1232. Objął stanowisko zastępcy komendanta polskiej bazy lotniczej w Blackpool, od 1944 r. pełnił funkcję kierownika Biura Historycznego Lotnictwa Polskiego i archiwum lotniczego. Po zakończeniu działań wojennych nie zdecydował się na powrót do Polski i pozostał na emigracji w Wielkiej Brytanii. Prowadził tam hotel, w 1958 r. przyjął obywatelstwo brytyjskie i używał nazwiska Stanley. Zmarł 11 kwietnia 1994 r. w Bournemouth. Jego ciało poddano kremacji w North Cemetery. Jego prochy zostały złożone w krypcie grobowej Kościoła Garnizonowego w Krakowie.

## Ordery i odznaczania
Za swą służbę otrzymał odznaczenia:
- Krzyż Kawalerski Order Odrodzenia Polski – 11 listopada 1937 „za zasługi w służbie wojskowej”[26],
- Krzyż Walecznych – trzykrotnie,
- Medal Lotniczy – czterokrotnie[27],
- Srebrny Krzyż Zasługi,
- Medal Pamiątkowy za Wojnę 1918–1921,
- Medal Dziesięciolecia Odzyskanej Niepodległości,
- Srebrny Medal za Długoletnią Służbę,
- Brązowy Medal za Długoletnią Służbę,
- Polowa Odznaka Pilota nr 122 – 11 listopada 1933[28],
- Francuska Odznaka Pilota,
- Srebrny Medal Waleczności 2 klasy[3].